# 南スラヴ人

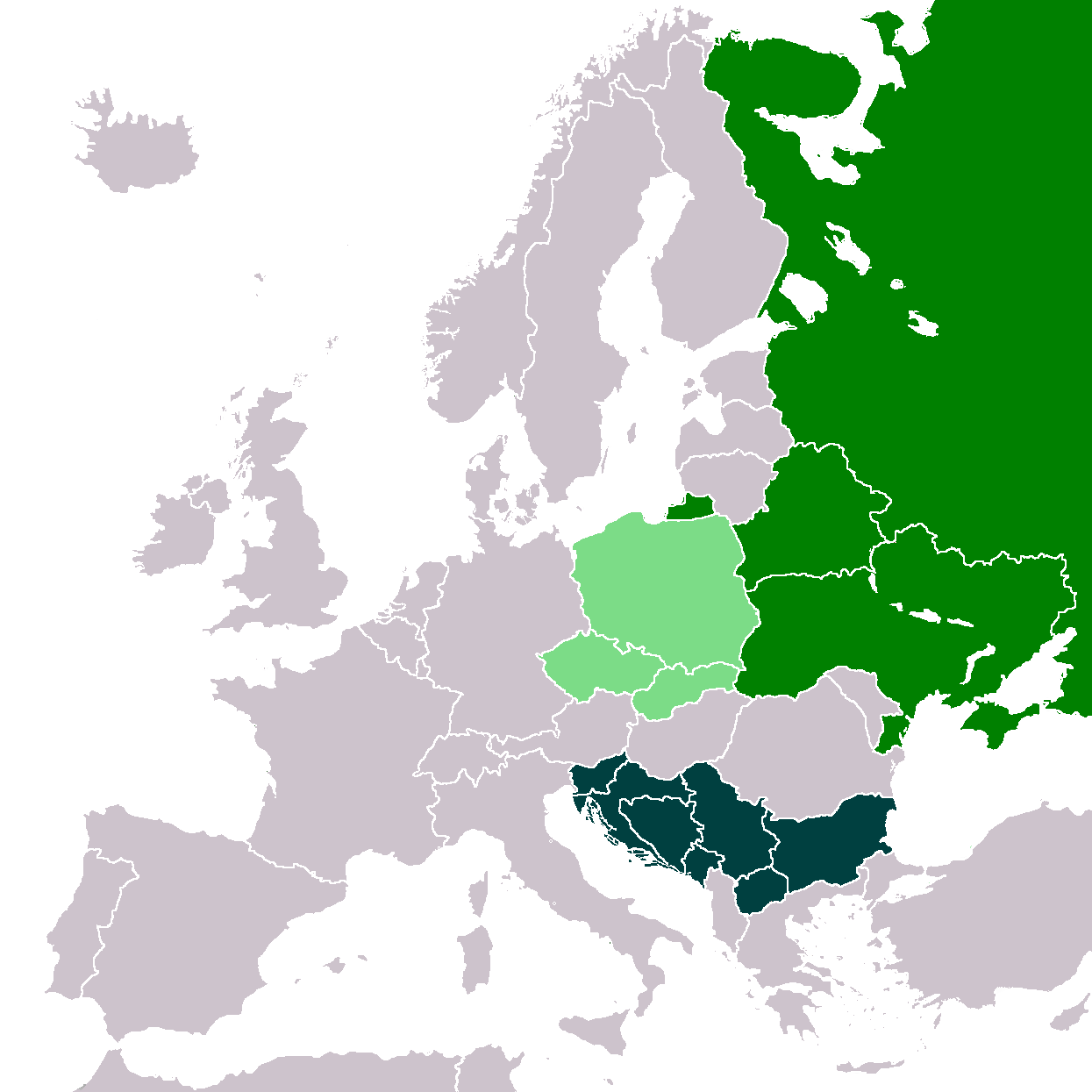
西スラヴ語が公用語の国
東スラヴ語が公用語の国
南スラヴ語が公用語の国

南スラヴ人（みなみスラヴじん）は、スラヴ人の中で主にバルカン半島周辺にいる旧ユーゴスラビアのボシュニャク人、セルビア人、モンテネグロ人、クロアチア人、スロヴェニア人、マケドニア人、ブルガリア人などのことを指す。
これらの民族は、ほかの西スラヴ人、東スラヴ人とは根本的に異なる歴史を歩んできており、ほかのスラヴ語とは異なる南スラヴ語群の言語を話す。バルカン型と言われ、民族の混血・混交が激しく、特にモンテネグロ人は、アルバニア人と共に古代まではイリュリア人、ブルガリア人は、その指導層がテュルク系のブルガール人であった。

## 歴史
南スラヴ人の大半は今日のポーランド西部に起源を持ち、彼らは6世紀にかけて2方向でバルカン半島に移住することで西スラヴ人と分岐しはじめた。東のグループは黒海沿岸を沿って西へ進み、ワラキア地方の低地に着いたところで、まずそこで定住を始め、そこからバルカン半島の南および東方向と進んだ。西のグループは西南方向に向かって進み、カルパティア山脈を越えパンノニア平原で定住を始め、そこから西バルカンおよび東アルプス山脈方向へ進んだ。両グループのバルカン半島中央部分での交流の結果、トルラク語のような入り交じった方言が生み出された
7世紀になり、初期のスラヴ人の入植後、3つのほかの種族がこの地域に定住してきた。これらの種族はセルビア人、クロアチア人とブルガール人で、南スラヴ諸国の形成においてそれぞれ重要な役割を果たした。セルビア人とクロアチア人は西スラヴ種族で、それぞれ白セルビア、白クロアチアとして知られる、西ポーランドと南ポーランドからそれぞれバルカン半島に移動してきた。当時、西スラヴ方言と南スラヴ方言の違いはまたそれほど大きいものではなかったが、セルビア人とクロアチア人は南スラブ方言を導入し、彼らの種族の名前は保ち続けた。バルカン半島に定住してきたブルガール人は元々はスラヴ人ではなく、トルコ語から強い影響を受けたイラン語を話す遊牧民と信じられている。ほかの多くの非スラヴ系種族と同じように、彼らはスラヴ系と混交したが、土地や人の名前は自分達の言語で残っている。それらの連続がそれ以来スラブ人であることのアイデンティティの一つになっている。
今日ブルガリア人と呼ばれる民族の祖先ブルガール人は、7世紀に強力な第一ブルガリア帝国を築き上げ、865年に南スラヴ人として初めてキリスト教を国教として採用し、また10世紀にはキリル文字を作り上げた。長い間東ローマ帝国の強いライバルであったブルガリア帝国だったが、1018年には遂に東ローマに従属させられる。その後、1185年に反乱が起きて第二ブルガリア帝国が成立し、12世紀から13世紀にかけていくつかの小さな成功を収めた後、14世紀後期にはオスマン帝国に制圧された。
スロヴェニア人の国であるカランタニア公国は7世紀に成立したが、8世紀にはフランク王国に併合され、その後もさまざまなゲルマン人の国々に統治された。
9世紀になりパンノニア盆地の草原地帯に東方からマジャル人とハザール人の部族連合であるハンガリー人が侵入してくると、西スラヴ人と南スラヴ人との間が政治的に分断され、以後は互いの言語的・政治的分岐がより明確となっていった。ただし14世紀になるとハンガリー王国は北方の西スラヴ人の大国ポーランド王国と友好関係を深めるようになり、ついに両者は政治同盟を結ぶまでに至るこの政治同盟は現代に復活している（ヴィシェグラード・グループ）。
クロアチアは8世紀から2つの公国から成っていたが、10世紀には一つの王国になった。12世紀初頭にはハンガリー王国と同君連合を組み独立性を失った。16世紀にハンガリー王国が独立を失うと、スロヴェニア人が住む地域はそれぞれはハプスブルク君主国、オスマン帝国、ヴェネツィア共和国に統治されることになった。
西バルカンでは、いくつかのセルビア人の国が作られた―Raška、Duklja、Travunia、ZahumljeとPaganiaである。Raška（後にセルビアと知られる）は13世紀に王国となり、14世紀に帝国となったが15世紀にオスマン帝国に制圧された。Duklja（後にZeta公国、モンテネグロと知られる）は11世紀に王国となったが、これも15世紀にオスマンに制圧された。 
ボスニア人は10世紀に前封建的な統一体を成し、12世紀から半独立状態を君主制になる14世紀まで享受した。15世紀にはオスマン帝国に従属させられた。
15世紀から19世紀にかけて、独立状態を保った南スラヴ人の国はドゥブロヴニク共和国及びde facto independent（事実上の独立国）モンテネグロのみであった。ドゥブロヴニク共和国は1808年にフランス帝国によって廃止され、モンテネグロの独立は1878年に正式に認められた。1817年よりオスマン帝国内で自治公国となっていたセルビアも1878年に独立が正式に認められた、同じく自治公国となっていたブルガリアは1908年にde jure independent（正当な独立国）となった。
それ以外の南スラヴ人は依然として二大帝国、ハプスブルク帝国とオスマン帝国の支配下で生活していた。だが1912年から1913年のバルカン戦争、1914年から1918年の第一次世界大戦を経て、この二つの帝国は崩壊し、南スラヴ人は二つの王国にまとめられた。ブルガリア王国とセルビア人・クロアチア人・スロヴェニア人王国（後にユーゴスラビア王国）である。 ユーゴスラビア王国内のブルガリア語に近い言語の話者たちは、1945年のユーゴスラビア連邦人民共和国（旧ユーゴ）の成立時に民族共和国を建てる際、自らの民族呼称として地域名のマケドニアを採用した。1991年から1992年にかけて旧ユーゴ、2006年にセルビア・モンテネグロがそれぞれ解体したため、南スラブ人は現在7つの国、ブルガリア共和国、北マケドニア共和国、セルビア共和国、モンテネグロ共和国、ボスニア・ヘルツェゴビナ、クロアチア共和国、スロヴェニア共和国で多数を占めている。

## 宗教
南スラヴ人が住む地域における宗教的、文化的な多様性は彼らの宗教観に大きな影響を及ぼしている。また、元々多神論で土着神を信じる南スラブ人は古くから伝わる儀式、 伝承を保ち、それらは多く場合彼らが後に改宗した宗教と混ざり合っている。
今日、ブルガリア人、マケドニア人、セルビア人、モンテネグロ人はおおよそ正教会のキリスト教徒で、ほとんどのスロヴェニア人、クロアチア人、ブニェヴァツ人、ショカツ人、クラショヴァ人およびバナト・ブルガリア人はローマカトリックである。ボシュニャク人、ムスリム人（10万人を越えると推測される）、ゴーラ人、トルベシュ人及びポマクがムスリムである。

## 遺伝子・人種
南スラヴ人はディナール人種に属し、ハプログループI (Y染色体)が高頻度である。元来のスラヴ諸語の担い手はハプログループR1a (Y染色体)であるが、バルカン半島において話者交替が起こった。